# Sofía de Bar
Sofía de Bar (h. 1004 o 1018 – 21 de enero o 21 de junio de 1093) fue una hija del duque Federico II de Alta Lotaringia (fallecido 1026/1027) y Matilde de Suabia. Después de que su padre muriese, ella y su hermana Beatriz marchó a vivir con la hermana de su madre, la emperatriz Gisela.
Fue la condesa de Bar entre 1033 y 1092, sucediendo a su hermano, que murió sin hijos, el duque Federico III de Alta Lotaringia (fallecido en 1033). Su hermana Beatriz (fallecida en 1076) se casó con Bonifacio, margrave de Toscana, y se volvió a casar después de su muerte con el duque Godofredo III de Baja Lorena.

### Matrimonio e hijos
Se casó con el conde Luis de Montbéliard (1019–1071 o 1073). Su hijo el conde Teodorico II de Bar-Montbéliard (1045–1105) fue el sucesor en el condado de Bar.
Sus otros hijos fueron:
- Bruno
- Luis, citado en 1080
- Federico de Montbéliard
- Sofía, casada con Folmar, conde de Froburgo
- Beatriz (fallecida en 1092), se casó con Bertoldo I de Zähringen (fallecido en 1078), duque de Carintia
- Matilde, casada con Hugo de Dagsburgo (fallecido en 1089).